# Stremen
Stremen je okvir ili prsten, povezan, najčešće kožnim remenom, za sedlo, a koji drži za pridržavanje stopala jahača. Stremeni najčešće služe za pomoć pri penjanju na konja i za stabilizaciju jahača prilikom jahanja (najčešće konja ili neke slične životinje kao npr. mazga). Stremen značajno povećava jahačevu sposobnost pri kontroliranju životinje, i povećava njenu korisnost ljudima pri komunikaciji, prijevozu i ratovanju.
U antici se umjesto stremena koristio jednostavniji kožni kolan, a stremeni su se pojavili tek kasnije kao pomoć pri uzjahivanju. Izum stremena u svom tradicionalnom obliku se pripisuje kineskoj dinastiji Jin, a takvi stremeni su u Europu stigli u srednjem vijeku. Dio povjesničara vjeruje da je stremen bio jedan od najvažnijih alata za stvaranje i širenje civilizacije, koji se po značaju može mjeriti s kotačem ili tiskarskim strojevima.
Moderni stremeni dolaze u raznim oblicima i stilovima, a većina ih je za sedlo vezana savitljivim kožnim remenima, koji se mogu prilagoditi veličini jahača, odnosno potrebi za optimalnim centrom ravnoteže za određenu konjičku disciplinu.  Uz stremene postoje i sigurnosni problemi, poput rizika da pali jahač može ostati zarobljenog stopala u stremenu te tako biti vučen po zemlji od konja, kao i problemi koje dugo rabljenje stremena mogu izazvati tetivi Peroneus Tertius na ljudskom stopalu.  Stremeni su sigurniji za upotrabu kada se nose jahačke čizme, odnosno uz pravilno namještanje.